# San Giovanni in Persiceto
San Giovanni in Persiceto (emilián nyelven San Żvân) település Olaszországban, Emilia-Romagna régióban, Bologna megyében. Lakosainak száma 27 720 fő (2023. január 1.). San Giovanni in Persiceto Anzola dell’Emilia, Castelfranco Emilia, Cento, Sala Bolognese, Sant’Agata Bolognese, Castello d’Argile és Crevalcore községekkel határos.

## Népesség
A település lakossága az elmúlt években az alábbi módon változott:
| Lakosok száma | 28 186 | 28 153 | 27 720 |
|               | 2017   | 2018   | 2023   |